# Трубачиха
Трубачиха (устар. Торбачиха) — река в России, протекает по Ребрихинскому району Алтайского края. Устье реки находится в 83 км от устья Касмал по правому берегу. Длина реки составляет 26 км.

## Данные водного реестра
По данным государственного водного реестра России относится к Верхнеобскому бассейновому округу, водохозяйственный участок реки — Обь от города Барнаул до Новосибирского гидроузла, без реки Чумыш, речной подбассейн реки — бассейны притоков (Верхней) Оби до впадения Томи. Речной бассейн реки — (Верхняя) Обь до впадения Иртыша.